# 外環運河
外環運河是中華人民共和國上海市浦東新區的一條運河，規劃全長26.17千米，計劃北起外高橋，南至上海外環路，預計流經外高橋、金橋和張江，目前僅完成於1994年竣工的北起外高橋，南至高東鎮趙家橋北的9.79千米北段河道。